# Iput II
Iput II (Jpw.t) va ser una reina egípcia de la VI dinastia. Era la germana i esposa de Pepi II.

## Títols
Els títols de "Filla del Rei" (z.t-nỉswt) i "Filla Gran del Rei" (z.t-nỉswt-šms.t) mostren que Iput II era filla d'un faraó (Pepi I). El títol de "Princesa hereditària" (ỉrỉỉ.t-pˁt) l'identifica com una dama.
Com a reina consort va tenir els títols següents:
- Dona del Rei (ḥm.t-nỉswt)
- Dona del Rei, la seva estimada (ḥm.t-nỉswt mrỉỉ.t=f)
- Dona del Rei estimada de Neferkare-men-ankh (ḥm. t-nỉswt mrỉỉ.t=f nfr-k3-rˁ-mn-ˁnḫ)
- Estimada esposa del Rei de Neferkare-men-ankh-Neferkare (ḥm.t-nỉswt mrỉỉ.t=f nfr-ˁn-k3-n -nfr-k3-rˁ)
- La que veu Horus i Seth (m33.t-ḥrw-stš).

## Enterrament

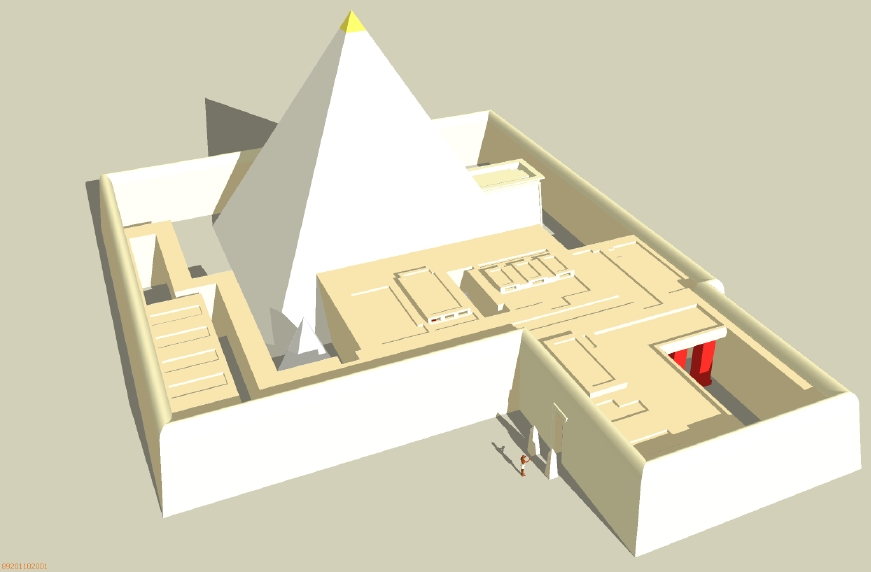
Reconstrucció de la piràmide d'Iput a Saqqara.

El complex de piràmides d'Iput estava format per una piràmide i un petit temple mortuori en forma d'L. Va ser enterrada prop de Pepi II a Saqqara i la seva tomba conté una versió dels Textos de les Piràmides.
En un dels magatzems del temple funerari els arqueòlegs van descobrir el sarcòfag de granit de la reina Ankhesenpepi IV, una altra esposa de Pepi II. No està del tot clar si Ankhesenpepi IV va ser enterrada originalment al complex funerari d'Iput II, o si va ser enterrada originalment en un altre lloc i tornada a enterrar en aquest lloc durant el Primer Període Intermedi.

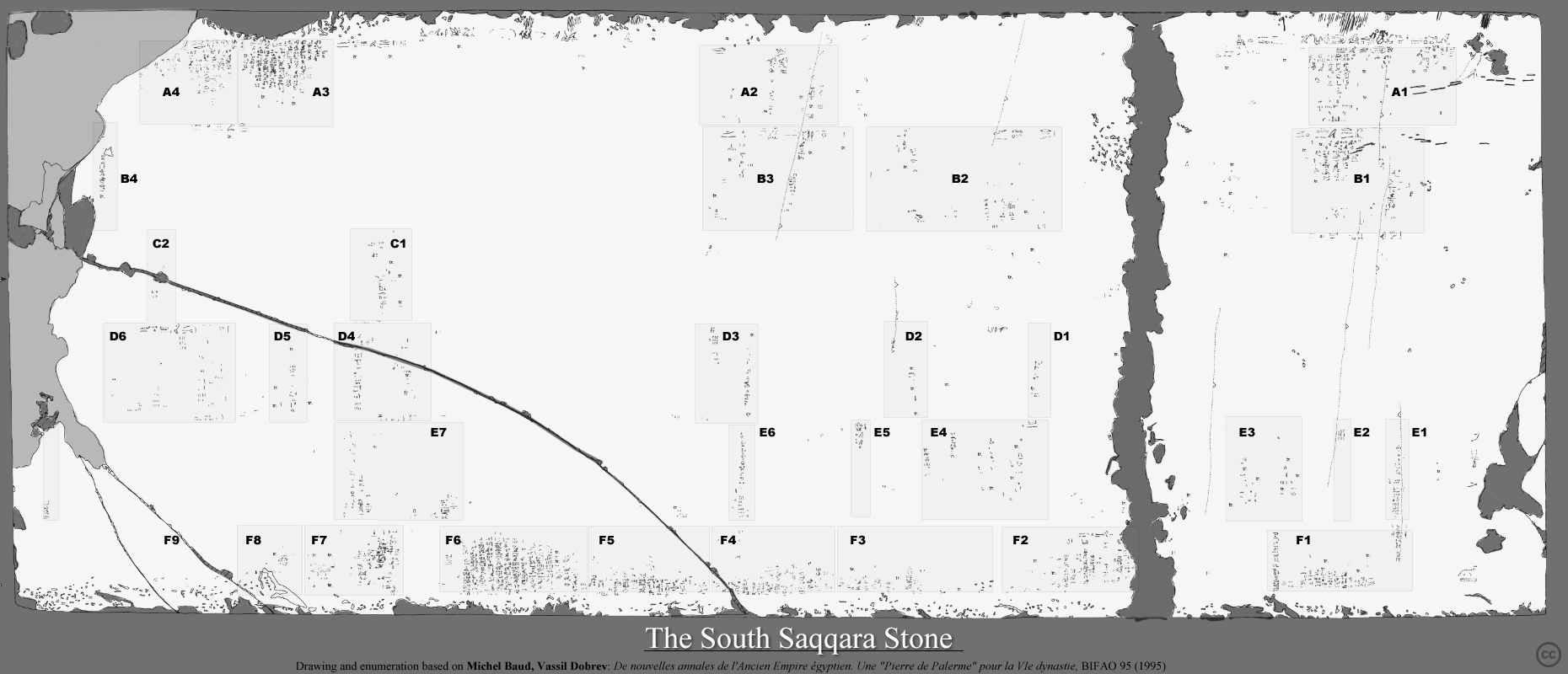
Dibuix de la pedra dels anals de Saqqara-Sud, que va ser reutilitzada com a tapa del sarcòfag d'Ankhesenpepi IV, amb informació molt danyada sobre els regnats dels reis de la dinastia VI.

El sarcòfag d'Ankhesenpepi està inscrit amb un text històric interessant que aporta una mica de llum sobre la història de la primera part de la VI dinastia. El text inscrit al sarcòfag ha estat molt difícil de desxifrar però s'ha pogut traduir, almenys parcialment. Del text ara queda clar que Userkare va regnar uns quatre anys, però la pràctica de la damnatio memoriae de més tard va fer que el seu nom fos esborrat dels registres.